# Харистаун (Илиноис)
Харистаун (енгл. Harristown) град је у америчкој савезној држави Илиноис.

## Демографија
По попису из 2010. године број становника је 1.367, што је 29 (2,2%) становника више него 2000. године.
| Група             | 2000.         | 2010.         |
| Белци             | 1.321 (98,7%) | 1.345 (98,4%) |
| Афроамериканци    | 4 (0,3%)      | 1 (0,1%)      |
| Азијати           | 1 (0,1%)      | 2 (0,1%)      |
| Хиспаноамериканци | 4 (0,3%)      | 8 (0,6%)      |
| Укупно            | 1.338         | 1.367         |